# Lüttich

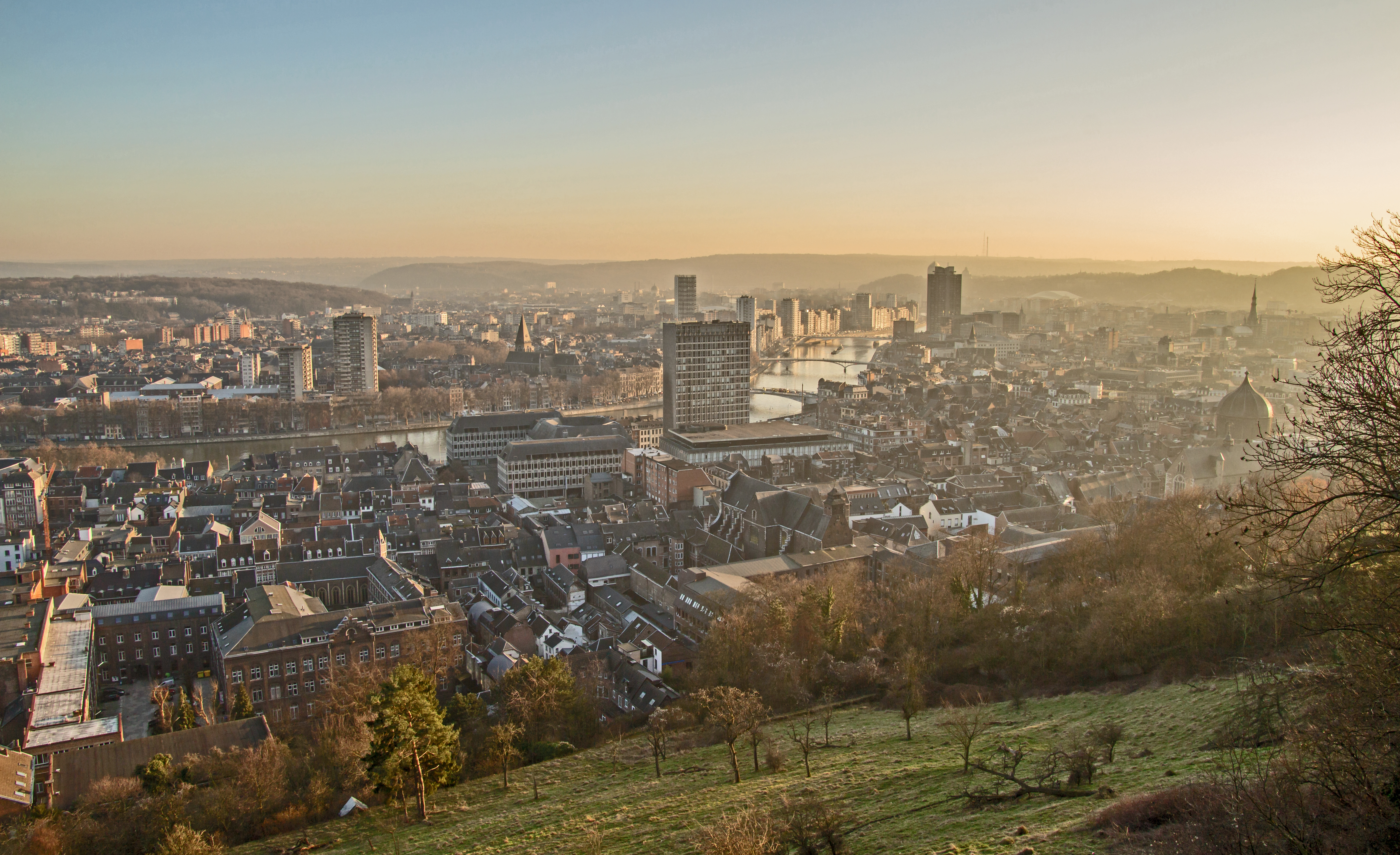
Blick über die Stadt mit Maastal

Lüttich (französisch Liègeⓘ, bis 1949 Liége, von lateinisch Legia, vorher Leodicum, wallonisch Lîdje, niederländisch Luikⓘ, luxemburgisch Léck, ripuarisch Lück) ist die zweitgrößte wallonische Stadt, Zentrum der größten wallonischen Agglomeration und das kulturelle Zentrum der wallonischen Region Belgiens. Sie ist die Hauptstadt der Provinz Lüttich und Sitz des Bistums Lüttich.
Die 195.778 Einwohner (Stand 1. Januar 2024) zählende Stadt liegt an der Mündung der Ourthe in die Maas, 25 km südlich von Maastricht (Niederlande) und 39 km südwestlich von Aachen (Deutschland).
Das Lütticher Becken zählt mit der Großstadt Lüttich und ihren Vorstädten ungefähr 600.000 Einwohner und war seit dem 19. Jahrhundert ein Zentrum der belgischen Schwerindustrie. Neben der Universität Lüttich gibt es weitere Hochschulen. Die wichtigsten kulturellen Einrichtungen sind das Theater und die Opéra Royal de Wallonie.

## Geschichte

### Mittelalter

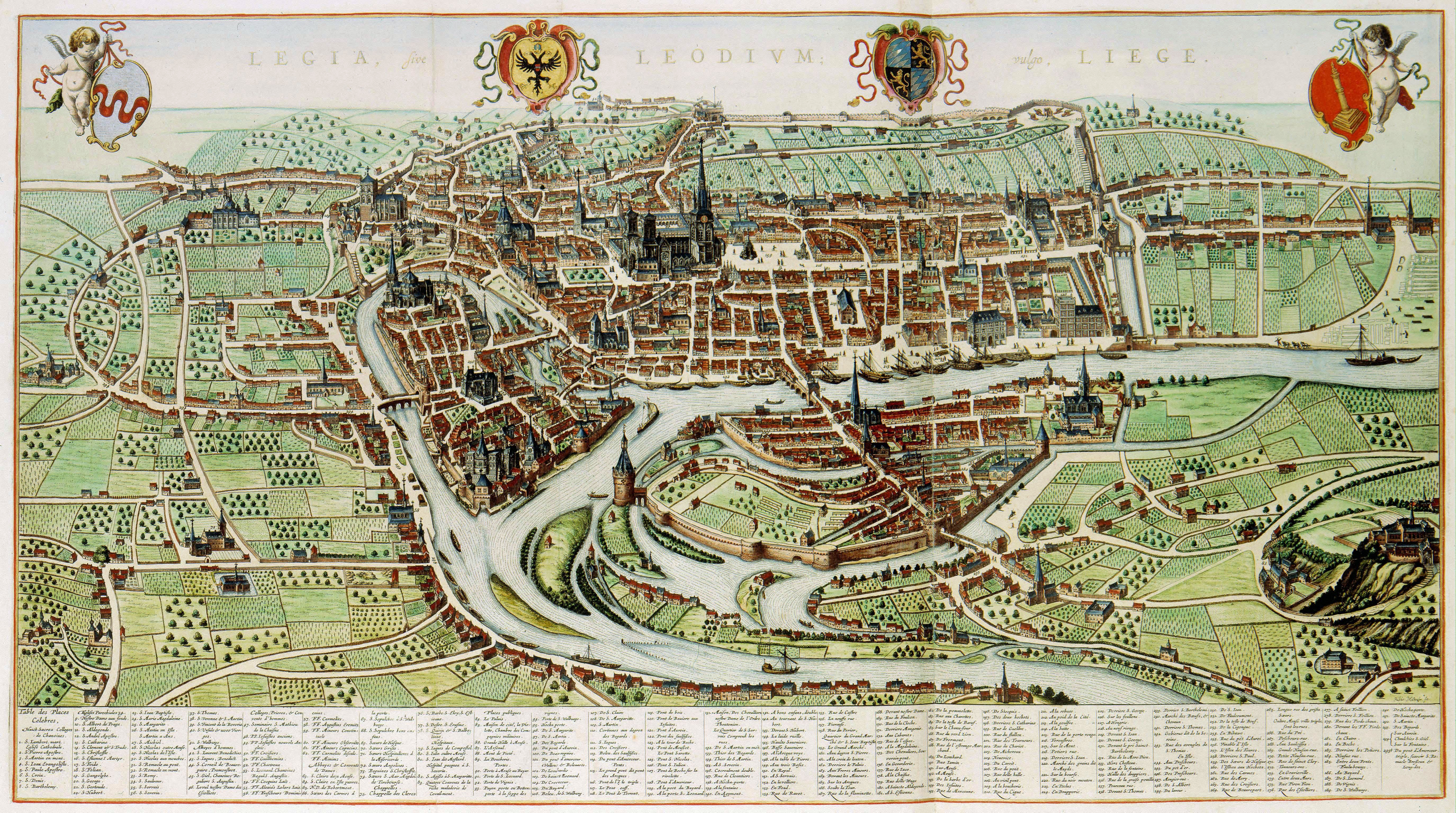
Lüttich in einer historischen Darstellung aus dem Jahr 1649

Der Name der Stadt in römischer Zeit war Leodicum bzw. Vicus Leodicus. 717 wurde sie christlicher Bischofssitz und war im Mittelalter ein bedeutendes politisches und kulturelles Zentrum. Im ausgehenden Mittelalter gehörte die Stadt zu dem von einem Fürstbischof regierten Territorium des Hochstifts Lüttich.
Die Fürstbischöfe entstammten meist dem Adel des Heiligen Römischen Reiches. Machtzentrum des Hochstifts Lüttich war das ebenfalls von Adeligen des Reiches beherrschte Domkapitel, eines der größten in Mitteleuropa. Albrecht II. von Cuyk gewährte den Bürgern der Stadt 1196/1198 erste Privilegien. Eine städtische Autonomie konnte sich wie in anderen geistlichen Territorien des Reiches jedoch nur teilweise entwickeln. Das Hochstift wurde nie Teil der Spanischen bzw. Österreichischen Niederlande.
Im Herbst 1468 ließ Karl der Kühne nach einem Aufstand der Bewohner gegen die burgundische Herrschaft die Stadt plündern und systematisch zerstören. Die in die Wälder geflohenen wenigen Überlebenden – Karl der Kühne ließ angeblich mehr als 5000 Einwohner ermorden – durften erst nach sieben Jahren zum Wiederaufbau in die Stadt zurückkehren. Aus Angst vor dem Herzog von Burgund verweigerten die umliegenden Städte die Aufnahme der Flüchtlinge.

### 18. Jahrhundert
Im Jahr 1789 kam es, zum Teil im Zusammenhang mit der Französischen Revolution, zur Lütticher Revolution. Sie richtete sich gegen die absolutistische Herrschaft des Fürstbischofs Cäsar Constantin Franz von Hoensbroech und wurde Anfang 1791 von Truppen im Auftrag des Heiligen Römischen Reiches niedergeschlagen.

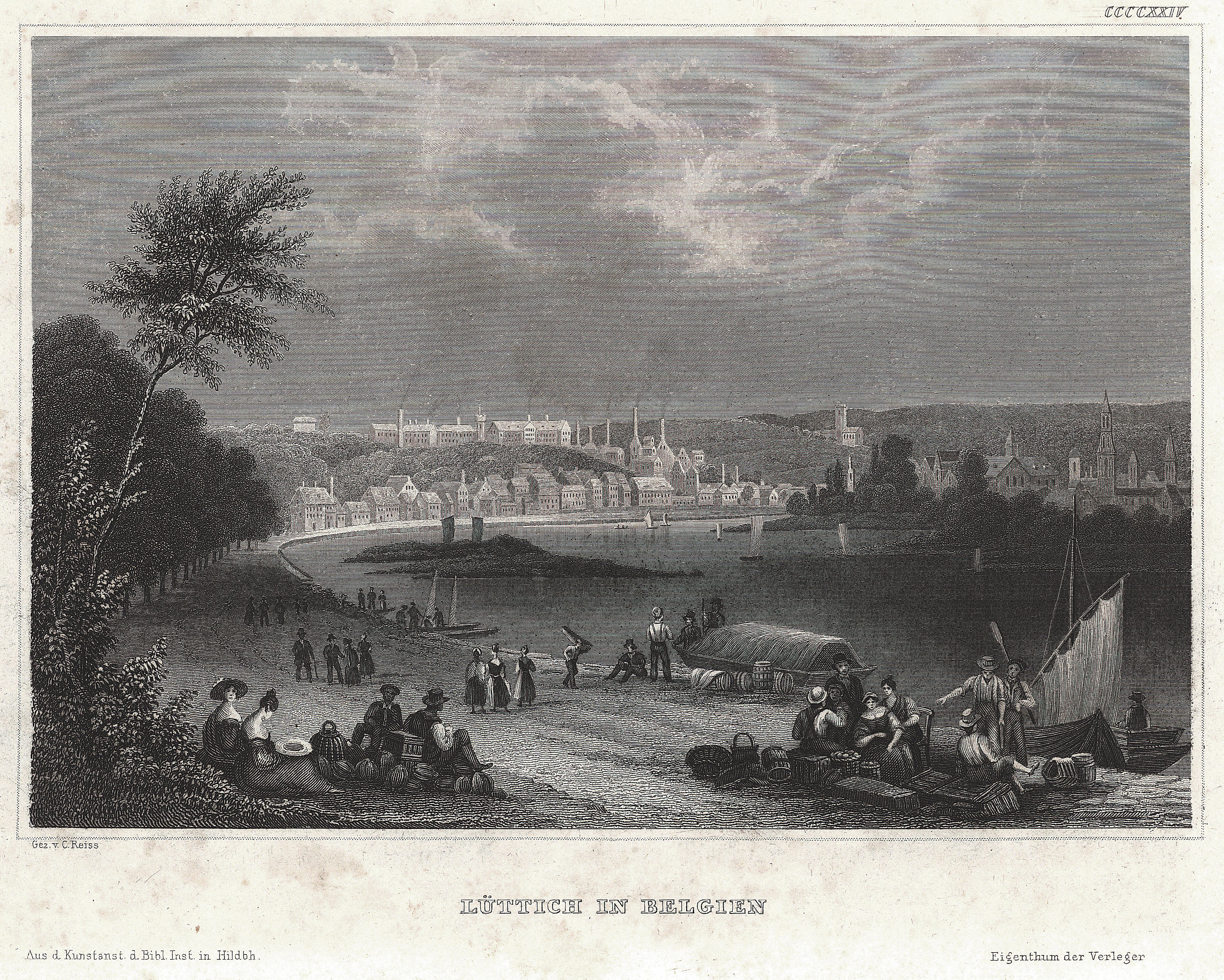
Blick auf Lüttich in den 1840er Jahren

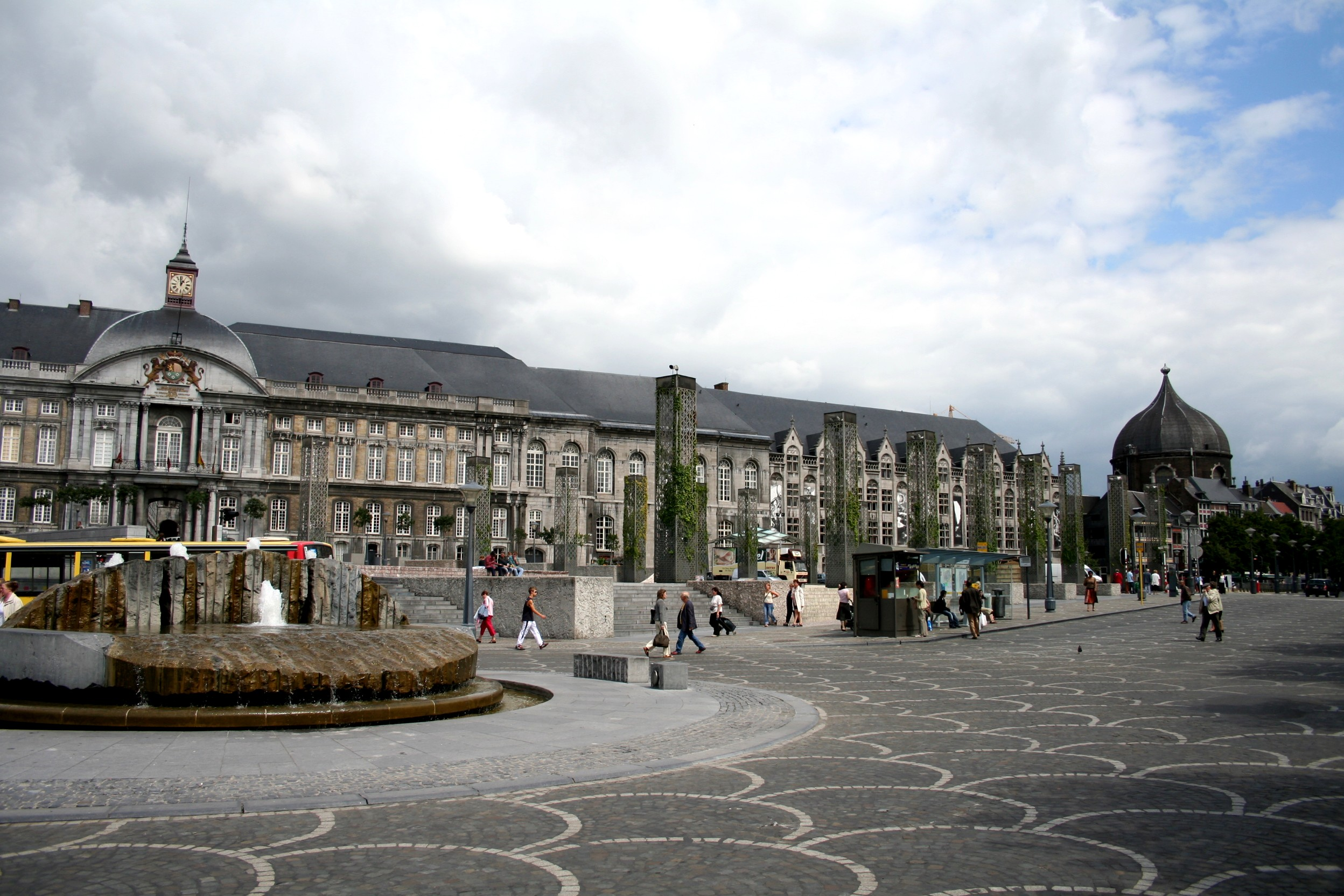
Platz Saint-Lambert mit dem fürstbischöflichen Palast

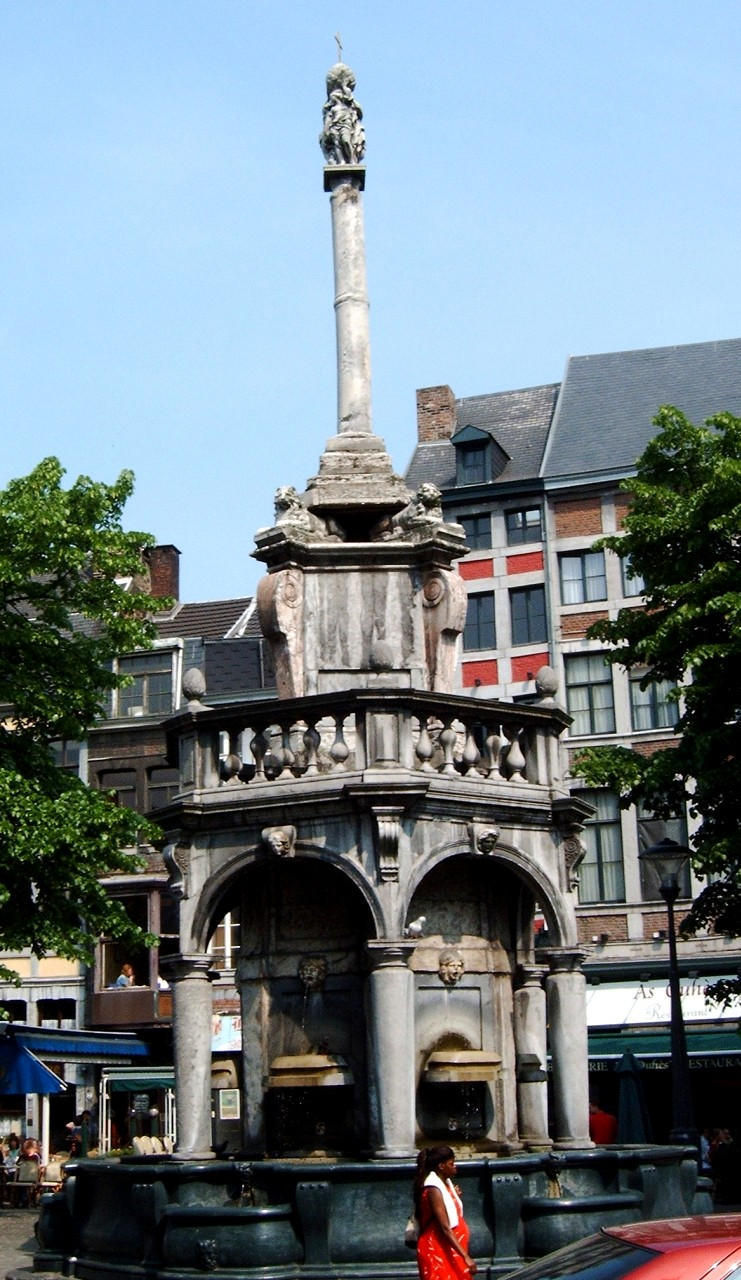
Brunnen auf der Place du Marché

Während der Französischen Revolution wurde die Lambertuskathedrale geplündert und niedergebrannt.
1795 wurde Lüttich von französischen Truppen besetzt, dem Département de l’Ourthe zugeordnet und Teil der Ersten Französischen Republik. Vom Wiener Kongress wurde das Fürstentum Lüttich nicht wiederhergestellt und dem Königreich der Niederlande zugeschlagen, aus dem 1830 das Königreich Belgien hervorging, zu dem Lüttich seither gehört.
Lüttich ist eine Wiege der kontinentaleuropäischen Kohle- und Stahlindustrie. Bereits 1720 hatte die erste Dampfmaschine auf dem europäischen Festland in einer Kohlemine nahe Lüttich ihren Betrieb aufgenommen.

### Industriezeitalter
Vom Lütticher Becken breitete sich die Industrialisierung ab Anfang des 19. Jahrhunderts über den gesamten Kontinent aus. Insbesondere hatte das Stahlunternehmen Cockerill-Sambre seinen Stammsitz in der Nähe von Lüttich.
Von 1888 bis 1892 wurde Lüttich durch den Bau eines Festungsrings mit 12 Forts in Betonbauweise geschützt.
1901 wurde das Limburger Steinkohlerevier erschlossen, das zum Wohlstand der Stadt maßgeblich beitrug.
1905 war Lüttich Standort einer Weltausstellung (Liège International – 1905). In dieser Zeit war die Stadt eine Hochburg der Arbeiterbewegung und auch der wallonischen Bewegung, die für eine Autonomie des südlichen, französischsprachigen Landesteils Belgiens plädierte.
Ende 1908 gründeten Mitglieder des Automobile Club Liégeois den Liège-Spa Aéro Club.

### Weltkriege
Sowohl im Ersten als auch im Zweiten Weltkrieg war Lüttich wegen seiner Lage an einem wichtigen Maas-Übergang hart umkämpft. Im August 1914, wenige Tage nach Beginn des Ersten Weltkriegs, wurde die Festung erstes Ziel des deutschen Vormarsches durch Belgien gemäß dem Schlieffen-Plan. Während die Zitadelle am 7. August durch einen Handstreich genommen werden konnte, hielten die Forts des Festungsrings, darunter das Fort Loncin, noch über eine Woche stand.
Im Zweiten Weltkrieg war die Stadt wiederum eines der ersten Ziele des deutschen Vormarsches während des Westfeldzugs im Mai 1940. Bekannt wurde die handstreichartige Eroberung des Forts Eben-Emael durch deutsche Fallschirmjäger. Von 1940 bis 1944 war die Stadt von Truppen der Wehrmacht besetzt, gleichzeitig war sie ein Zentrum der Résistance.
Am 24. Dezember 1944 erhielt das Kampfgeschwader 76 der Luftwaffe den Befehl, das Lütticher Eisenbahnnetz durch Bomben zu zerstören. Hauptziel der Angriffe waren die Bahnstationen Jonfosse und Sclessin, in denen die Soldaten der US-Armee versorgt und die Verwundeten der Alliierten evakuiert wurden. Als Folge des Bombardements des Bahnhofs Jonfosse wurde auch das Lütticher Staatsarchiv getroffen, wodurch zahlreiche wertvolle Dokumente der Lütticher Stadtgeschichte zerstört wurden.

### Nachkriegszeit
Seit der Industrialisierung wanderten zahlreiche Menschen aus Flandern, Italien und seit 1945 auch aus Nordafrika ein, was sich bis heute in der Bevölkerungsstruktur der Stadt widerspiegelt. In den letzten Jahrzehnten kamen Einwanderer aus subsaharischen afrikanischen Ländern; Lüttich wurde zu einer multiethnischen, multikulturellen Stadt. Insbesondere seit den 1960er Jahren veränderte sich das Stadtbild mit der Beseitigung alter Bausubstanz.
Mit dem Niedergang des Kohlebergbaus im Lütticher Becken und der anschließenden Stahlkrise hatte sich die Region den Schwierigkeiten des Strukturwandels zu stellen und geriet in finanzielle Bedrängnis. In den 1970er Jahren musste unter anderem der Plan zum Bau einer U-Bahn aufgegeben werden.
Am 13. Dezember 2011 tötete ein 33-jähriger Amokläufer sechs Menschen und verletzte 124.
Am 29. Mai 2018 attackierte ein kurz zuvor aus der Haft Entlassener zwei Polizistinnen mit Messern, entwendete deren Handfeuerwaffe und erschoss sie und einen Passanten.

## Politik

### Conseil Communal (Stadtrat)
- PTB: 9
- PS: 16
- Ecolo: 7
- MR: 11
- LE: 6

- PTB: 20
- PS: 96
- Ecolo: 35
- DeFi: 1
- MR: 57
- LE: 33
- Sonst.: 3

Für eine Koalition mit Mehrheit braucht/bräuchte man also bspw. PS (96) und Ecolo (35) Dann hätte man mit 131 Sitzen eine relativ klare absolute Mehrheit. Möchte man eine 2/3 Mehrheit kann man noch LE (33) hinzugeben, dann hätte man mit 164 von 164 nötigen eine genaue 2/3 Mehrheit. Ansonsten nimmt man halt MR. Dann läge man bei 186 von 164 nötigen Sitzen. Dann hätte man sogar eine knappe 3/4 Mehrheit von 3 Sitzen (184, 185, 186).
Die Summe der Sitzverteilungen von der Wahl 2000 bis zur Wahl 2024 nach Absoluter – und 2/3 Mehrheit:
- PS: 96
- Ecolo: 35
- LE: 33
- MR: 57
- PTB: 20
- Sonst.: 3
- DeFi: 1

### Wappen
Blasonierung: „In Rot eine goldene dreigeteilte Säule mit breiterem Unterteil auf pyramidal flachem dreistufigem Sockel, dieser besetzt mit drei liegenden Löwen, zwei seitlich, auswärts blickend, einer vorne, hersehend, abgeschlossen mit einem kreuzbesetzten Zapfen in einer konischen Ummantelung, beseitet von den goldenen Serifenmajuskeln „L“ und „G“.“
Die Säule ist das Oberteil des Lütticher Marktbrunnens, auf wallonisch als peron (von altfranzösisch perron, „großer Stein“) bezeichnet, ein ehemaliges Justizsymbol auch in anderen Städten des Hochstifts Lüttich.

## Bildung
In Lüttich befindet sich die französischsprachige Universität Lüttich (gegründet 1817) sowie die Haute École de la Province de Liège (HEPL), eine Hochschule mit vorwiegend wirtschaftswissenschaftlichen, verwaltungsrechtlichen und technischen Studiengängen. Im künstlerisch-musischen Bereich gibt es eine Akademie der Schönen Künste (Académie royale des beaux-arts de Liège), ein Musik-Konservatorium (Conservatoire Royal de Liège) sowie eine Kunsthochschule in kirchlicher Trägerschaft École supérieure des arts Saint-Luc de Liège.

## Kultur
In Lüttich befindet sich unter anderem La Boverie als Museum für moderne und zeitgenössische Kunst, das Museum Grand Curtius, das mehrere Ausstellungen (unter anderem Waffen und Gläser) vereint, das Aquarium-Museum als Naturkundemuseum mit Spezialisierung auf Fische, das archäologische Archéoforum, das Haus der Naturwissenschaft, das Metallurgie- und Industriemuseum, das Stadtpalais Musée d'Ansembourg, das Trinkhall Museum (ehemals Madmusée), das Museum für wallonische Kunst, das Museum für wallonische Volkskunde, das Museum für den öffentlichen Personennahverkehr des Lütticher Landes, das Freilichtmuseum am Sart-Tilman, das Musée Grétry, das Musée Tchantchès mit einer Marionettensammlung des Bildhauers und Marionettenbauers Denis Bisscheroux und die Schatzkammer der Kathedrale.
Lüttich beherbergt die Opéra Royal de Wallonie und eine königliche Philharmonie. Als kulturell bedeutende Stadt der Großregion Saar-Lor-Lux nahm Lüttich 2007 am Programm des Europäischen Kulturhauptstadtjahres teil. Aus Lüttich kommt der Schriftsteller Georges Simenon.

## Kulinarische Spezialitäten
- Lütticher Waffeln

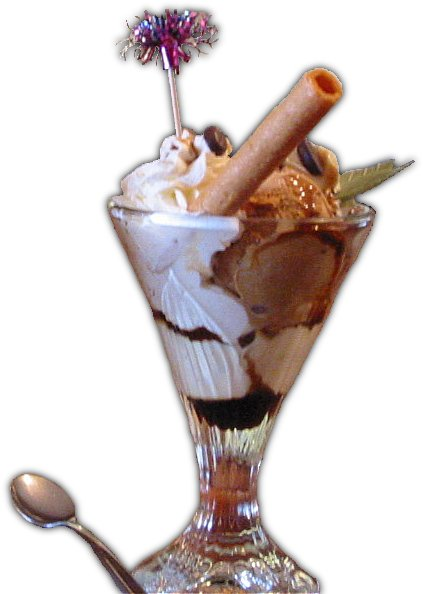
Café Liégeois

- Lütticher Bouletten, Frikadellen mit süß-saurer Sauce, etwa der Sauce Lapin mit Lütticher Sirup
- Salade liégeoise, ein Bohnensalat
- Lütticher Sirup, ein stark eingekochter Dicksaft aus Birnen und Äpfeln
- Biere der Marken Jupiler und Piedbœuf
- Nach Lüttich ist der Café Liégeois benannt, der Kaffee (oder Kaffeesirup oder -likör), Vanilleeis und Sahne enthält

## Sport
Lüttich ist bekannt für das Eintagesrennen Lüttich–Bastogne–Lüttich. Es ist das älteste unter den Klassikern des Radsports.
Überregionale Bekanntheit genießt außerdem der Fußball-Erstligist Standard Lüttich und der ehemalige Erstligist RFC Lüttich. 2000 war Lüttich einer der Austragungsorte der Fußball-Europameisterschaft.

## Wirtschaft
Lüttich war einst Zentrum der Schwerindustrie und hatte wegen der zahlreichen Hochöfen den Spitznamen la Cité ardente, „die glühende Stadt“, seit den 1970er Jahren ist die Stahlindustrie weitgehend aus der Region verschwunden. Seit dieser Zeit ist die Region von einer dauerhaft hohen Arbeitslosigkeit betroffen (Juni 2011: 26,3 %). Die Stadt bemüht sich seither um die Ansiedlung von Dienstleistungsbetrieben. Seit dem 16. Jahrhundert werden in Lüttich Waffen produziert. Das bis zum heutigen Tag größte Unternehmen ist FN Herstal. Zu den zahlreichen weiteren Industriebetrieben in Lüttich gehört auch die Großbrauerei Piedbœuf, die Teil der Brauereigruppe Inbev ist und in der unter anderem das Bier mit dem Markennamen Jupiler gebraut wird.

## Verkehr

### Eisenbahn

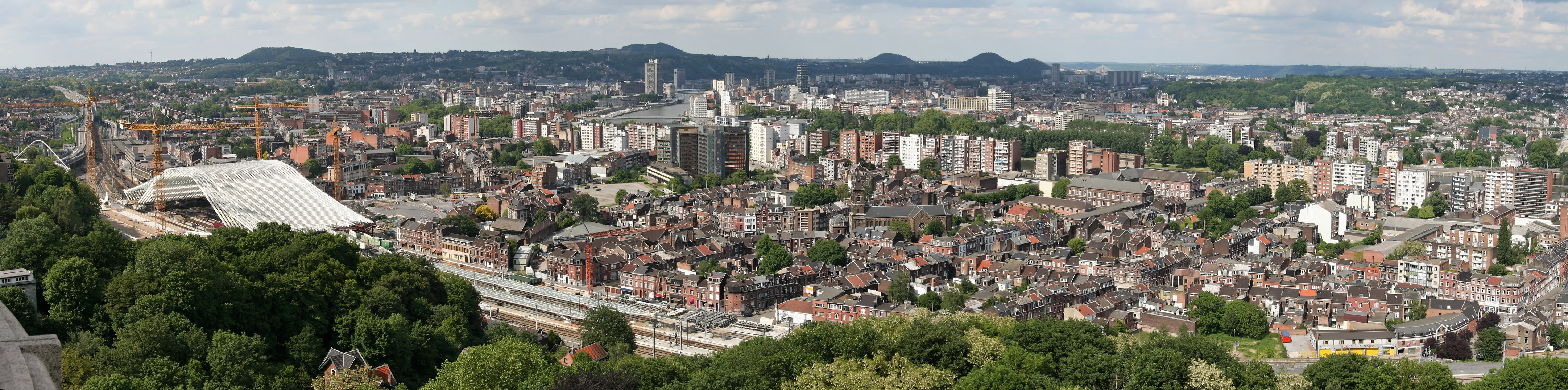
Blick auf den Bahnhof Liège-Guillemins und auf das Stadtzentrum im Hintergrund

Lüttich ist der wichtigste Eisenbahnknotenpunkt im östlichen Belgien. Um die Stadt herum verkehren die Linien der S-Bahn Lüttich. Nachstehend sind die wichtigsten Bahnhöfe der Stadt erwähnt:

#### Bahnhof Liège-Guillemins
Der im Süden gelegene Bahnhof Liège-Guillemins, mit einem modernen Empfangsgebäude nach den Plänen von Santiago Calatrava erbaut, hat eine imposante Überdachung und ist technisch an die Anforderungen der internationalen Hochgeschwindigkeitszüge angepasst. Neben Hochgeschwindigkeitszügen nach Köln, Dortmund, Frankfurt, Brüssel und Paris (Eurostar und ICE International) verkehren weitere Intercity-, Lokal und S-Züge der Belgischen Bahn nach Maastricht, Aachen und Luxemburg, sowie auf nationalen Verbindungen.
Dieser Bahnhof erfüllt die Funktion des Hauptbahnhofs. Außerhalb des Stadtzentrums gelegen, treffen hier alle wichtigen Eisenbahnlinien aus der näheren Umgebung Lüttichs zusammen.

#### Haltepunkt Liège-Carré
Der Haltepunkt Liège-Carré (bis 2018 Liège-Jonfosse) liegt in Innenstadtnähe an der Strecke 34 (Lüttich – Hasselt) zwischen den Bahnhöfen Liège-Guillemins und Liège-Saint-Lambert.

#### Bahnhof Liège-Saint-Lambert
Der Bahnhof Liège-Saint-Lambert (bis 2018 Liège-Palais) ist der Bahnhof des Lütticher Stadtzentrums, unter dem fürstbischöflichen Palais am Platz St. Lambert gelegen. Die Gleisanlagen befinden sich in einem Trog; in dem Empfangsgebäude können in kleinen Pavillons unter der Erde die Fahrkarten gekauft werden.

#### Bahnhof Angleur

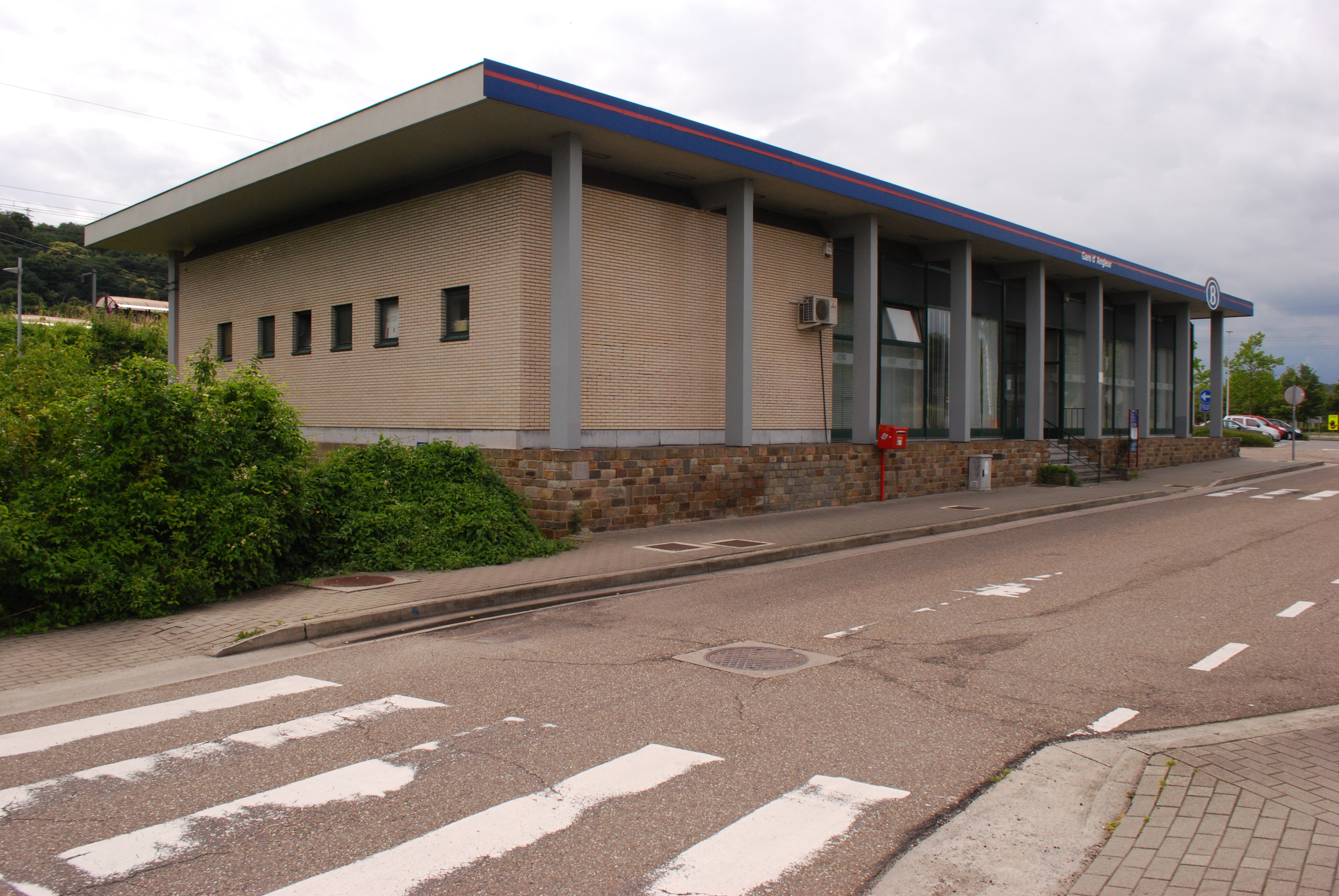
Gare d'Angleur (2011)

Der Bahnhof Angleur ist ein Vorort- und Abzweigbahnhof im Osten der Stadt. Hier verzweigen sich aus Lüttich kommend die Bahnstrecken nach Aachen und nach Marloie.

#### Bahnhof Kinkempois-Formation
Der im Süden von Lüttich an reinen Güterzugsstrecken gelegene Rangierbahnhof Kinkempois-Formation war zeitweise einer der größten in Belgien. Er wurde als Folge der weitgehenden Aufgabe der örtlichen Schwerindustrie und des allgemeinen Strukturwandels im Eisenbahngüterverkehr im Jahre 2009 stillgelegt.

### ÖPNV

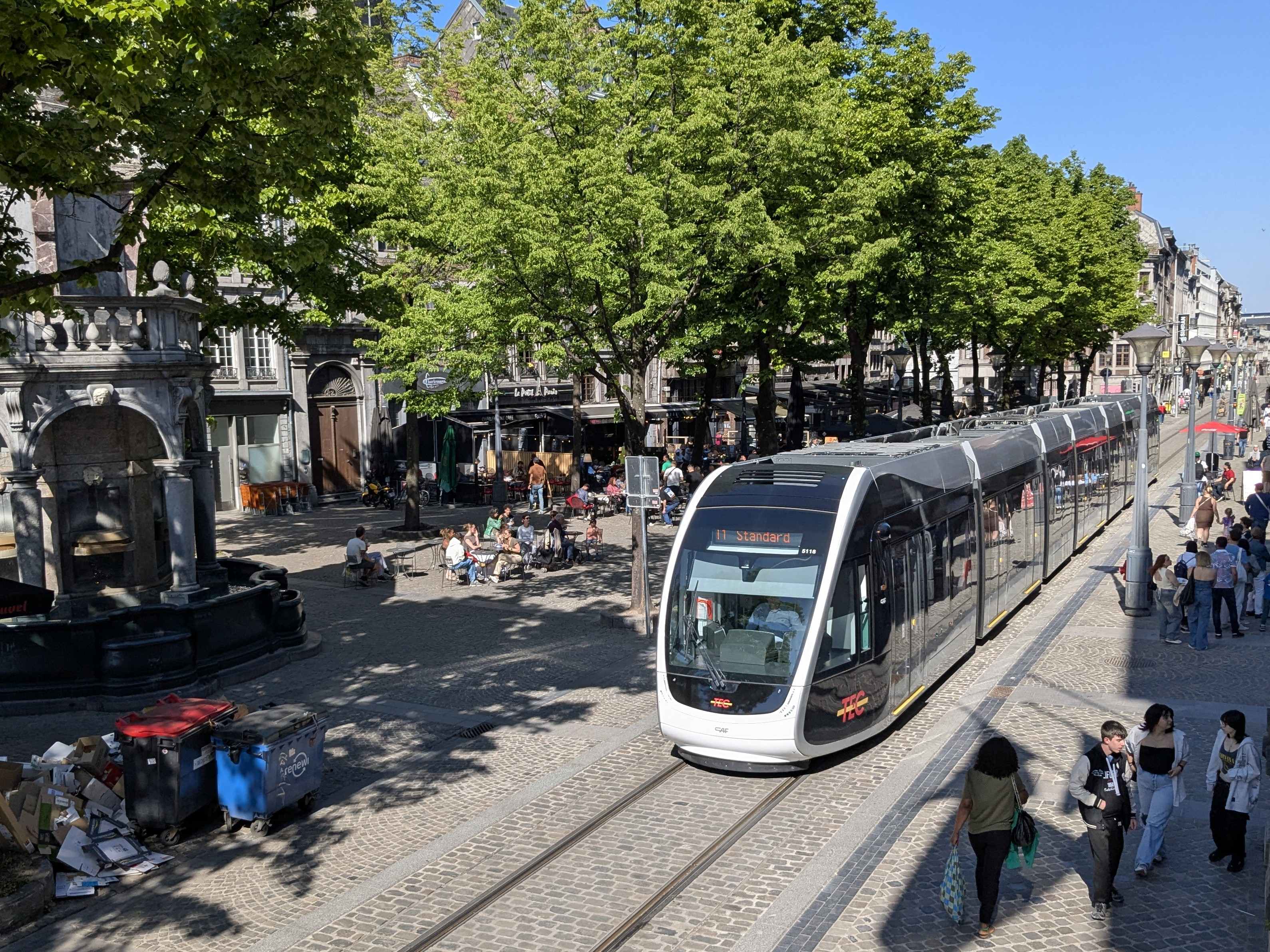
Straßenbahn in der Innenstadt

Der öffentliche Nahverkehr in Lüttich wird durch das wallonische Verkehrsunternehmen Opérateur de transport de Wallonie unter der Bezeichnung Transport en Commun (TEC) durchgeführt.
Auf der Hauptachse im Stadtgebiet zwischen Sclessin und Coronmeuse/Liège Expo verkehrt seit dem 28. April 2025 die neugebaute, 11 km lange Straßenbahnlinie T1, nachdem bereits von 1871 bis 1967 Straßenbahnen in der Stadt fuhren. Nach gescheiterten U-Bahnbauplänen wurde die Wiedereinführung der Straßenbahn in den 1990er Jahren und 2000er Jahren diskutiert. Zwischen 2008 und 2019 liefen die Planungen, Bürgerbeteiligungen und Ausschreibungen, von 2019 bis 2025 war die Straßenbahn in Bau.
Daneben ist ein Netz aus vier hochwertigen Buslinien namens Busway in Bau, zudem verkehren 57 weitere Stadtbus-, 31 Regionalbus- und zwei Expressbuslinien (Stand 2025).

### Schifffahrt
Der Hafen von Lüttich, angeschlossen an Maas und Albertkanal, ist der drittgrößte Binnenhafen in Europa. Mit der Anbindung an den Albert-Kanal ist auch für kleinere Seeschiffe ein Anschluss an den Hafen von Antwerpen gegeben.

### Straße
Lüttich ist über die Autobahnen E 40 (A3), E 313 (A13), E 42 (A15) und E 25 (A25 und A26) an das europäische Autobahnnetz angebunden.

### Luftverkehr
Der Flughafen Lüttich (Bierset) ist von großer Bedeutung für die Verteilung von Gütern nach Belgien, Deutschland, Nordfrankreich und in die Niederlande. Er ist Heimatflughafen von ASL Airlines Belgium, daneben wird er auch von FedEx genutzt. Zudem ist der Flughafen für internationale Frachtflüge von Bedeutung. Für Passagierflüge ist der Flughafen Lüttich jedoch nur von geringer Bedeutung.

## Sehenswürdigkeiten

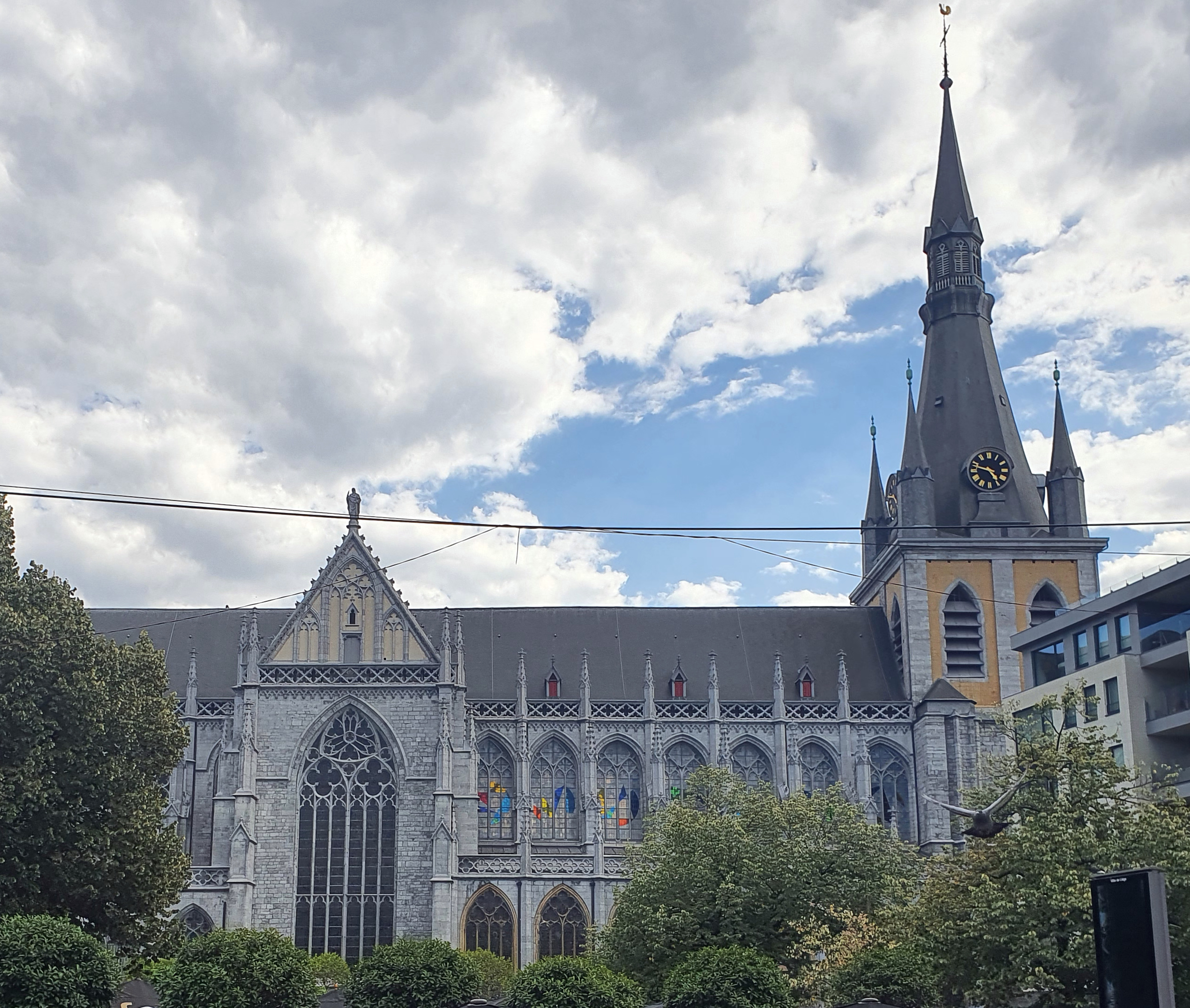
Blick auf die Kathedrale St. Paul

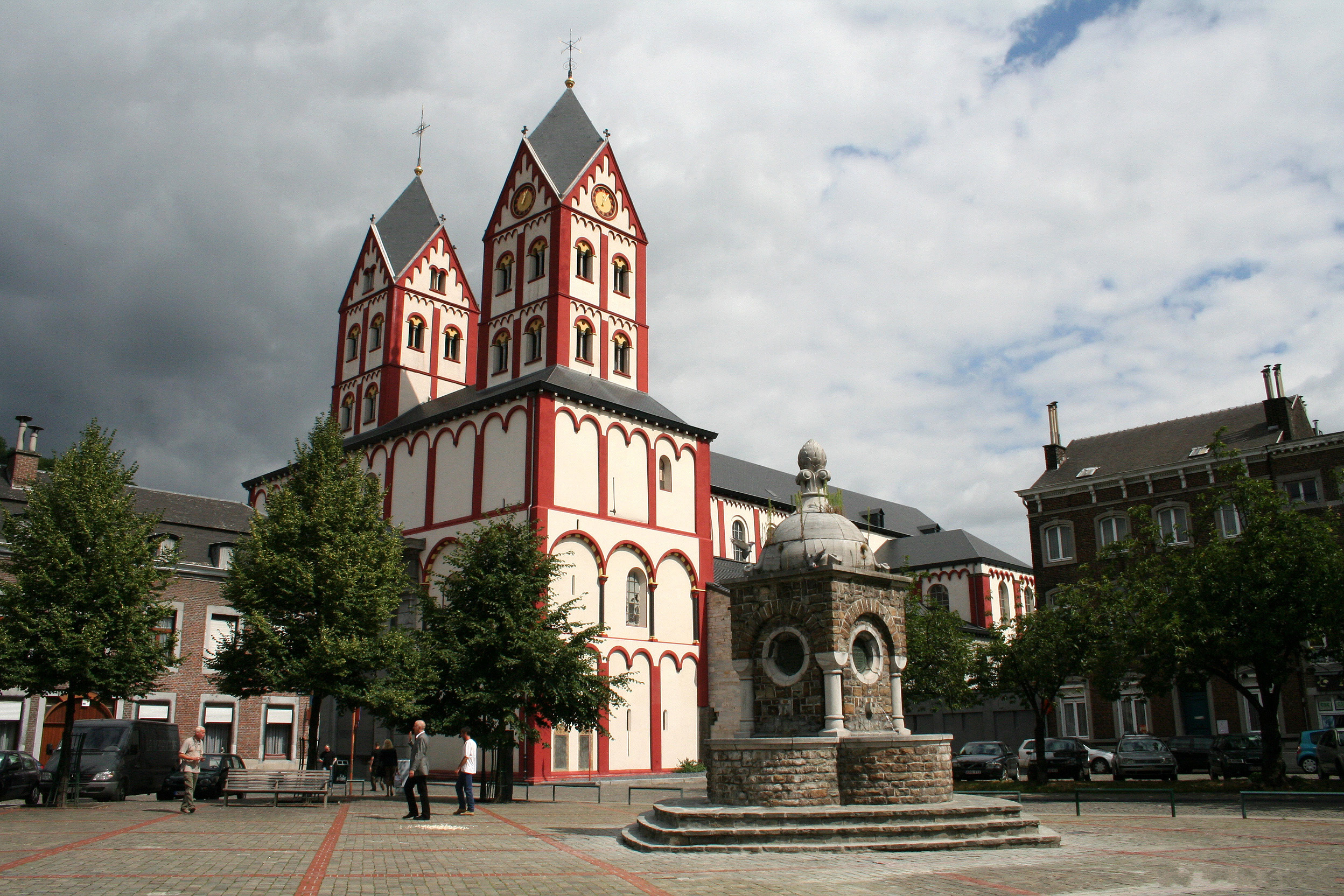
St. Barthelemy

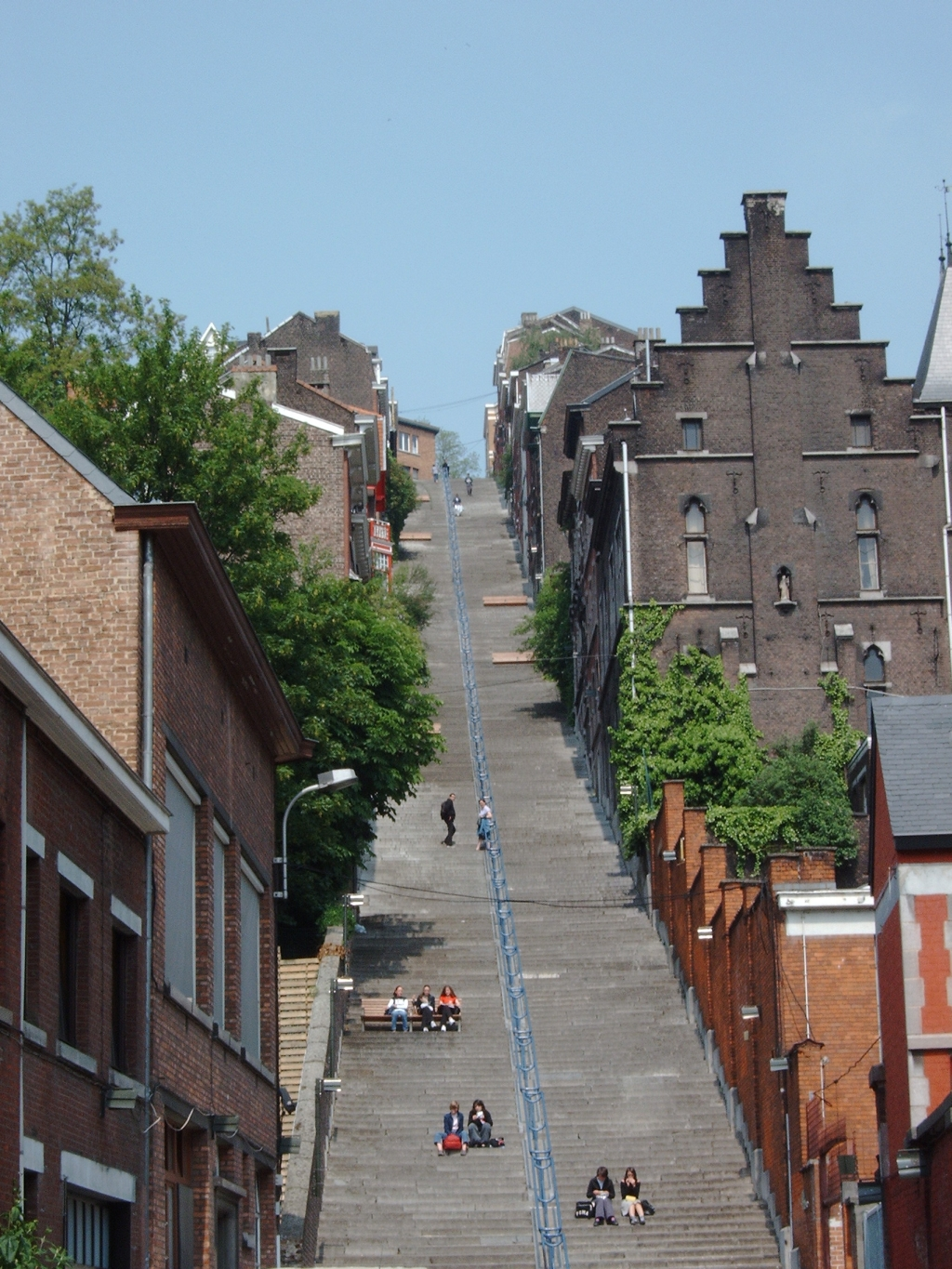
Treppe Montagne de Bueren

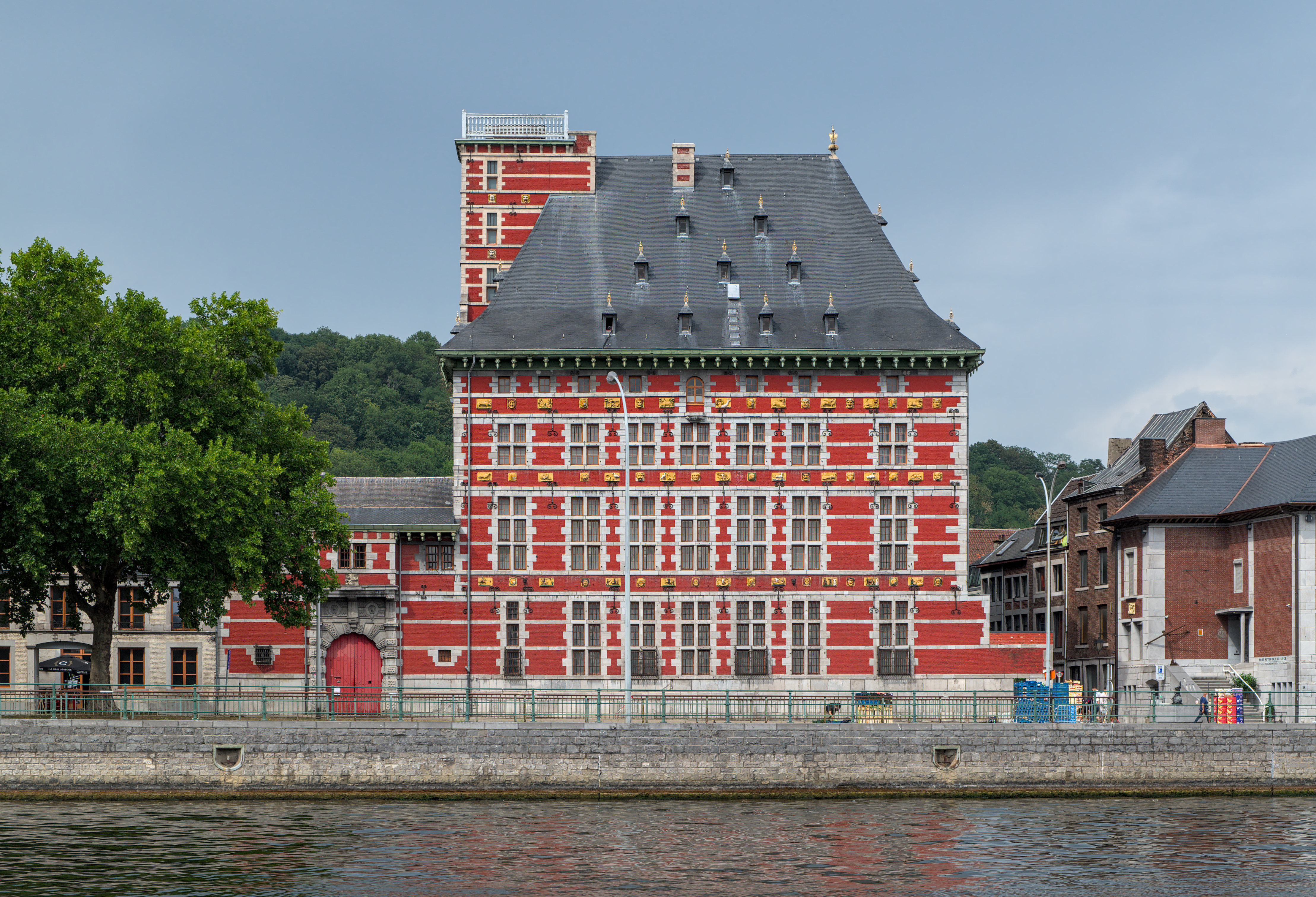
Musée Curtius (Museum für Archäologie und darstellende Kunst)

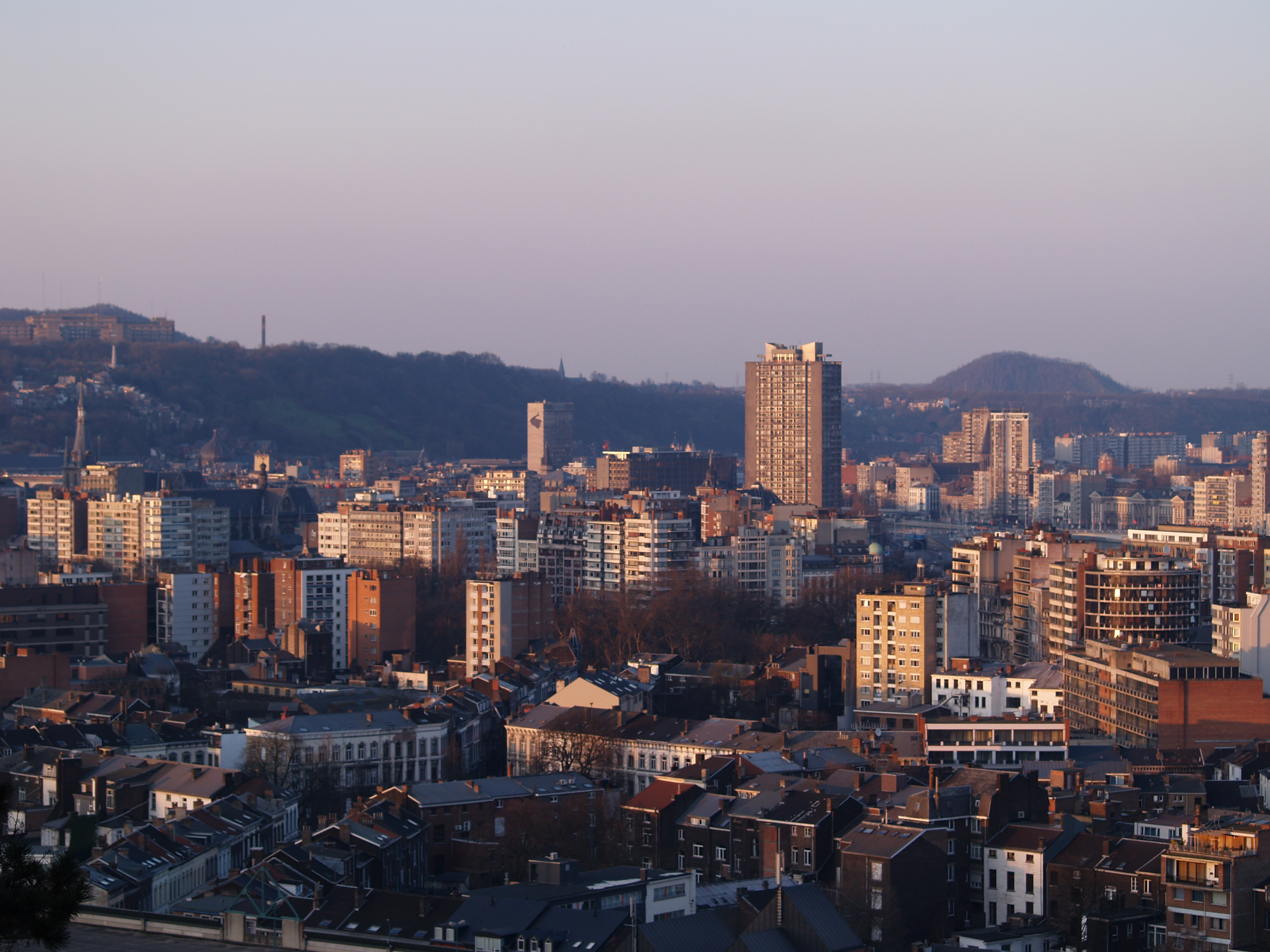
Blick von Cointe auf das Lütticher Stadtzentrum

### Kirchen
- Kathedrale Saint-Paul: gotisch, mit einem angegliederten Museum des Kirchenschatzes (→Lage)
- Kirche Saint-Jacques: spätgotisch mit prächtigem Innenraum (→Lage)
- Kirche Saint-Barthélemy: romanisch mit barockem Innenraum und Taufbecken aus dem 12. Jh. (→Lage)
- Kirche Saint-Denis: romanisch; ältester Kirchenbau, ursprünglich Bestandteil der Stadtmauer (→Lage)
- Basilika Saint-Martin: gotisch (→Lage)
- Kirche Heilig-Kreuz: romanisch-gotisches Kirchengebäude, Kollegiatstift und eines von sieben Stiftskapiteln (→Lage)
- die zwei großen Kuppelkirchen St. Vincent (→Lage) und Sacré-Cœur et Notre-Dame de Lourdes (→Lage)

### Weitere Sehenswürdigkeiten
- Bahnhof Liège-Guillemins nach Entwurf des Architekten Santiago Calatrava mit seiner großen geschwungenen Überdachung in freitragender Bauweise (→Lage)
- das fürstbischöfliche Palais am Place Saint-Lambert, heute Provinzialpalast und Gericht (→Lage)
- das Rathaus (1714–1718 im Stil des Barocks erbaut) und der Marktplatz (→Lage)
- Zahlreiche Museen, unter anderem:
  - Museumskomplex Grand Curtius, zum Teil aus dem Anfang des 17. Jahrhunderts (→Lage)
  - Verkehrsmuseum Lüttich
  - La Boverie, Kunstmuseum im Palais des beaux-Arts der Weltausstellung von 1905
- das Universitätsgebäude (→Lage)
- das Aquarium (→Lage)
- zahlreiche Prunkbauten des 18. Jahrhunderts
- einige zum Teil denkmalgeschützte Jugendstilbauten. Beispiele: Hôtel Verlaine (→Lage), Boulevard de l’Est 16 (→Lage), eine ganze Gruppe von Jugendstilbauten in der Rue du Vieux Mayeur (→Lage) und in der Rue Léon Mignon (auch Séquence Nusbaum nach dem Architekten Joseph Nusbaum benannt; →Lage)
- Im Quartier Vennes zwischen der Art-déco-Kuppelkirche St. Vincent und der Rue de Paris gibt es eine Vielzahl an prächtigen Stadthäusern in verschiedensten Baustilen der Zeit zwischen 1900 und 1930 (→Lage).
- Marché de la Batte: der jeden Sonntag stattfindende Markt, erstreckt sich über mehrere Kilometer entlang des linken Maaskaies
- Auch sehenswert ist der Ausblick über die Stadt von den Aussichtspunkten an der ehemaligen Zitadelle (→Lage und →Lage), welche man u. a. über die berühmte Treppe Montagne de Bueren (→Lage) erreichen kann.

## Stadtgliederung
Bedingt durch die Lage im engen Maastal und durch die vom Kohlebergbau verbliebenen Abraumhalden haben sich in Lüttich zahlreiche Stadtviertel mit unterschiedlichem Charakter herausgebildet.
- Amercœur (mit Fort de la Chartreuse)
- Burenville
- Centre
- Guillemins
- Laveu
- Longdoz
- Nord
- Saint-Laurent
- Sainte-Marguerite
- Sainte-Walburge
- Thier-à-Liège
- Vennes

### Cointe
Cointe liegt im Südwesten der Stadt und westlich des Bahnhofs Liège Guillemins auf einer Anhöhe, die von der als Stadtautobahn dienenden E25 im Tunel de la Cointe durchquert wird. Der Tunnel mit einer Länge von 1639 Metern wurde im Jahr 2000 fertiggestellt und verläuft bis zu 60 Meter tief unter der bebauten Fläche.
Der Stadtteil war einst Jagdrevier der Fürstbischöfe von Lüttich und wurde erstmals in Zusammenhang mit dem Bau der Kapelle Saint-Maur im Jahre 1673 erwähnt. Von den Merowingern bis Ende des 19. Jahrhunderts wurde auf den gut exponierten Lagen über dem Val St. Benoit Weinbau betrieben. Ein weiterer Wirtschaftszweig war der Kohlebergbau. Die Stollen waren über den gesamten Hügel von Cointe verteilt; sie werden oft bei Einstürzen oder Bauarbeiten wiederentdeckt. Eine Aufwertung erfuhr die Gegend mit der Weltausstellung 1905, aus deren Anlass 19 Hektar des heutigen Viertels dem Ausstellungsgelände angegliedert waren und insbesondere gärtnerischen und sportlichen Zwecken dienten. Vor der Eingliederung 1977 in die Gemeinde Lüttich gehörte Cointe zur benachbarten Gemeinde Ougrée.
Cointe beherbergt einen sogenannten Privatpark, der die Gärten der um die Jahrhundertwende entstandenen Villen sowie im Süden die steile Flanke des Maastales umfasst. Die Bebauung und Entwicklung zum Privatpark setzte mit dem Verkauf von Grundstücken ab 1880 durch die Familie Hauzeur ein. Dabei wurde auf die strikte Einhaltung bestimmter Regeln wie etwa die Einhaltung von Mindestabständen und die Nutzung als Wohnfläche geachtet. Die so entstandenen Villen spiegeln eine Vielfalt neuerer architektonischer Strömungen wider, wie Néotraditionel, Art nouveau, Moderniste, Néomosan und so weiter. Erwähnenswert ist das im Lütticher Art nouveau 1903 erbaute Wohnhaus L’Aube des Architekten Gustave Serrurier-Bovy (1858–1910). Die große zusammenhängende Grünfläche des Privatparks hat eine wichtige ökologische Funktion zur Erhaltung der Biodiversität und dient als Migrationskorridor für Fauna und Flora. So wurde hier beispielsweise der vom Aussterben bedrohte Hirschkäfer angetroffen.
Am Privatpark liegen auch:
- Die Basilika Sacré Coeur et Notre Dame de Lourdes
- Das Mémorial Interallié, 1928 errichtet und nicht vollendet; es entstand als Denkmal an den belgischen Widerstand gegen die im Ersten Weltkrieg eindringenden feindlichen Truppen, der in Lüttich begonnen hatte. Vom weithin sichtbaren, 75 m hohen Turm bietet sich ein besonderes guter Blick über die Stadt.
- Das renovierungsbedürftige neogotische ehemalige Observatorium der Lütticher Universität von 1881.

Nördlich des Place du Batty, der heute das kommerzielle Zentrum des Viertels darstellt, befindet sich die Plaine de Cointe, ein weitläufiger Park mit öffentlichem Sportplatz, Tennisplätzen und einem Aussichtspunkt, der einen Blick über das Stadtzentrum gestattet. Westlich davon befindet sich ein von teilweise noch typischen Backsteinhäusern geprägtes Wohngebiet, das auch als Quartier des Bruyères bekannt ist.

### Le Carré
Zwischen der Rue Pont d’Avroy, der Rue de la Casquette und St. Adalbert sowie dem Boulevard de la Sauvenière befindet sich das Zentrum des Lütticher Nachtlebens. Vor allem Touristen und die Studenten aus dem Campus in Sart-Tilman bevölkern die zahlreichen Bars und Cafés der rechtwinklig angelegten schmalen Gassen.

### Outremeuse
Outremeuse („jenseits der Maas“) ist ein Lütticher Stadtteil. Jeden August gibt es ein Lütticher Stadtfest gleichen Namens. Das Viertel war ursprünglich kleinbürgerlich geprägt mit zahlreichen kleineren Handwerksbetrieben. Die meisten Einwohner lebten in bescheidenen Verhältnissen. Die Struktur und Atmosphäre des Viertels zu Beginn des zwanzigsten Jahrhunderts werden gut im autobiografischen Roman Pedigree von Georges Simenon wiedergegeben, der in Outremeuse aufwuchs.

## Städtepartnerschaften
Lüttich listet folgende 29 Partnerstädte auf:
| Stadt               | Region und Land                            | seit | Typ                            |
| ------------------- | ------------------------------------------ | ---- | ------------------------------ |
| Aachen              | Nordrhein-Westfalen, Deutschland           | 1955 | Euregio Maas-Rhein             |
| Abidjan             | Elfenbeinküste                             | 2013 | partenariat                    |
| Bilbao              | Baskenland, Spanien                        | 2013 | partenariat                    |
| Elbasan             | Albanien                                   | 2014 | partenariat                    |
| Esch an der Alzette | Kanton Esch an der Alzette, Luxemburg      | 1958 | Ring der Städtepartnerschaften |
| Fuzhou              | Fujian, Volksrepublik China                | 2016 | partenariat                    |
| Gent                | Flandern, Belgien                          |      | jumelage                       |
| Hasselt             | Flandern, Belgien                          | 1955 | Euregio Maas-Rhein             |
| Heerlen             | Limburg, Niederlande                       | 1955 | Euregio Maas-Rhein             |
| Köln                | Nordrhein-Westfalen, Deutschland           | 1958 | Ring der Städtepartnerschaften |
| Krakau              | Woiwodschaft Kleinpolen, Polen             | 1978 | jumelage                       |
| Lille               | Département Nord, Frankreich               | 1958 | Ring der Städtepartnerschaften |
| Lubumbashi          | Haut-Katanga, Demokratische Republik Kongo | 1961 | jumelage                       |
| Maastricht          | Limburg, Niederlande                       | 1955 | Euregio Maas-Rhein             |
| Nancy               | Département Meurthe-et-Moselle, Frankreich | 1954 | jumelage                       |
| Plzeň               | Pilsener Region, Tschechien                | 1965 | jumelage                       |
| Port-au-Prince      | Haiti                                      | 2015 |                                |
| Porto               | Distrikt Porto, Portugal                   | 1977 | jumelage                       |
| Québec              | Kanada                                     | 2002 |                                |
| Ramallah            | Westjordanland, Palästina                  | 2014 |                                |
| Rotterdam           | Süd-Holland, Niederlande                   | 1958 | Ring der Städtepartnerschaften |
| Saint-Louis         | Senegal                                    | 1980 | jumelage                       |
| Samarqand           | Usbekistan                                 | 2005 |                                |
| Szeged              | Komitat Csongrád-Csanád, Ungarn            | 2001 | jumelage                       |
| Taiyuan             | Shanxi, Volksrepublik China                | 2002 |                                |
| Tanger              | Marokko                                    | 2006 | coopération technique          |
| Turin               | Piemont, Italien                           | 1958 | Ring der Städtepartnerschaften |
| Wolgograd           | Oblast Wolgograd, Russland                 | 1959 | [ 2022 ausgesetzt 1 ]          |
| Wuhan               | Hubei, Volksrepublik China                 | 2014 |                                |

1. ↑  Jumelage suspendu: Volgograd — Волгогра́д (Russie) — Liège. Abgerufen am 31. Oktober 2022 (französisch).

## Trivia
Lüttich hat im Volksmund aufgrund der Kriminalität auch den Schmähnamen „Palermo-sur-Meuse“.